# Giải thưởng lớn Gobert
Giải thưởng lớn Gobert (tiếng Pháp: Grand prix Gobert) là một giải thưởng hàng năm của Viện hàn lâm Pháp dành cho môn lịch sử.
Giải này được thiết lập từ năm 1834 bởi Quỹ di sản của bá tước Napoléon Gobert (1807-1833) - con của tướng Jacques Nicolas Gobert – dành cho một tác phẩm lịch sử Pháp xuất sắc. Khoản tiền thưởng hiện nay là 3.800 euro.

## Những người đoạt giải
- 2015 M.Olivier Grenouilleau - Qu'est-ce que l'esclavage? Une histoire globale.
- 2014 M. Patrice GUENIFFEY – Bonaparte
- 2013 M. Jacques JULLIARD – Les Gauches françaises
- 2012 Mme Colette BEAUNE - (Toàn bộ tác phẩm)
- 2011 M. Michel WINOCK – Madame de Staël
- 2010 M. Jean-Louis CRÉMIEUX-BRILHAC - (Toàn bộ tác phẩm)
- 2009 M. Guy THUILLIER - (Toàn bộ tác phẩm)
- 2008 R.P. Pierre BLET - (Toàn bộ tác phẩm)
- 2007 M. Paul VEYNE - (Toàn bộ tác phẩm)
- 2006 M. Joël CORNETTE - (Toàn bộ tác phẩm)
- 2005 M. Bartolomé BENNASSAR – La guerre d'Espagne et ses lendemains
- 2004 Mme Mona OZOUF - (Toàn bộ tác phẩm)
- 2003 M. Jean LACOUTURE – (Toàn bộ tác phẩm)
- 2002 M. Jean-Jacques BECKER - (Toàn bộ tác phẩm)
- 2001 M. Venceslas KRUTA – Les Celtes
- 2001 M. Pierre PIERRARD - (Toàn bộ tác phẩm)
- 2000 M. Alain CORBIN - (Toàn bộ tác phẩm)
- 1999 M. Michel FLEURY - (Toàn bộ tác phẩm)
- 1999 M. Bernard QUILLIET ¬– La France du beau XVIe siècle
- 1998 M. Jacques HEERS - (Toàn bộ tác phẩm)
- 1997 Mme Régine PERNOUD - (Toàn bộ tác phẩm)
- 1996 M. Jacques LE GOFF - (Toàn bộ tác phẩm)
- 1995 M. François FURET – Le passé d'une illusion. Essai sur l'idée communiste au XXe siècle
- 1994 M. Jean MEYER – Bossuet
- 1993 M. Pierre NORA – Lieux de mémoire
- 1992 M. Roger CHARTIER – (Toàn bộ tác phẩm)
- 1991 M. Maurice AGULHON – La République, de 1880 à nos jours
- 1991 M. Emmanuel de WARESQUIEL – Le Duc de Richelieu
- 1990 M. Michel ANTOINE – Louis XV
- 1990 M. Jean-Luc CHARTIER – De Colbert à l'Encyclopédie
- 1989 M. Henri-Jean MARTIN – Histoire et pouvoirs de l'écrit
- 1989 M. Jean-François SIRINELLI – Génération intellectuelle
- 1988 M. Jean-Paul BLED – François-Joseph
- 1988 princesse Inès MURAT – La Seconde République
- 1987 Pr. Pierre ANTONETTI – Sampiero, soldat du roi et rebelle corse
- 1987 M. Pierre GRIMAL – Cicéron
- 1987 M. Louis-Eugène MANGIN – Le général Mangin
- 1986 M. Ivan CLOULAS – Henri II
- 1986 M. Marc VIGIÉ – Les galériens du roi
- 1985 prince Gabriel de BROGLIE – Madame de Genlis
- 1985 M. Pierre GOUBERT - Initiation à l'Histoire de France
- 1984 M. Jean-Denis BREDIN- L'Affaire
- 1984 M. Pierre MIQUEL – La Grande Guerre
- 1983 M. Jean-François CHIAPPE – La Vendée en armes
- 1983 M. Michel PONIATOWSKI - Talleyrand et le Directoire
- 1982 M. Pierre CHAUNU – Histoire et décadence
- 1982 M. Edmond POGNON – La vie quotidienne en l'an mille
- 1981 Mme Claude DULONG – Anne d'Autriche
- 1981 M. Jean FAVIER – La guerre de cent ans
- 1980 M. Pierre CHEVALLIER – Louis XIII
- 1980 M. Ivan CLOULAS – Catherine de Médicis
- 1979 M. Pierre de GORSSE – Les Grandes Heures de Toulouse
- 1979 Pr. Jean ROUVIER – Les Grandes Idées politiques de Jean-Jacques Rousseau à nos jours
- 1978 M. Robert MANDROU – L'Europe "absolutiste": Raison et raison d'État (1649-1775)
- 1978 M. Étienne TAILLEMITE – Bougainville et ses compagnons autour du Monde (1766-1769)
- 1977 M. Jacques BARIETY – Les Relations franco-allemandes après la première guerre mondiale
- 1977 M. Georges DUBY – Le temps des cathédrales
- 1976 M. Yves-Marie BERCE – Histoire des Croquants
- 1976 M. Armand LUNEL – Juifs du Languedoc, de la Provence et des États français du Pape
- 1975 M.Bernard Simiot – Suez, 50 siècles d'histoire
- 1974 M. Georges GUSDORF – L'avènement des sciences humaines au siècle des Lumières
- 1974 Pr. Jean ROUVIER – Les grandes idées politiques des origines à J.-J. Rousseau
- 1973 M. Raoul GIRARDET – L'idée coloniale en France
- 1973 M. Charles HIGOUNNET – Histoire de Bordeaux
- 1972 M. Maurice BAUMONT – Ensemble de son œuvre
- 1972 Mme Anne DENIEUL-CORMIER – Paris à l'Aube du grand siècle
- 1971 M. Michel ANTOINE – Le Conseil du Roi sous le règne de Louis XV
- 1971 M. Jean TULARD – Nouvelle Histoire de Paris: le Consulat et l'Empire
- 1970 Mme Marianne CERMAKIAN – La Princesse des Ursins, sa vie et ses lettres
- 1970 M. Henri MICHEL – L'histoire de la 2e guerre mondiale
- 1970 M. Michel ROQUEBERT – L'Épopée cathare (1198-1212)
- 1969 Mme Claude DULONG – L'Amour au XVIIe siècle
- 1969 M. Philippe ERLANGER – Clémenceau
- 1968 M. Henry BERGASSE – Histoire de l'Assemblée
- 1968 M. Édouard BONNEFOUS – Histoire de la IIIe République
- 1968 M. Jean DELUMEAU – La civilisation de la Renaissance
- 1968 Mme Édith THOMAS – Rossel
- 1967 M. Paul BASTID – Benjamin Constant et sa doctrine
- 1967 M. Robert CHRISTOPHE – Le siècle de M. Thiers
- 1966 M. Émile COONAERT – Les Compagnonnages
- 1966 M. Roger GLACHANT – Histoire de l'Inde des Français
- 1965 M. Robert CHRISTOPHE – Danton
- 1965 Dr. Paul GANIÈRE – Napoléon à Sainte-Hélène
- 1964 M. Jacques HILLAIRET – Dictionnaire des rues de Paris
- 1964 M. Joël LE GALL – Alésia
- 1964 M. Jacques ROGER – Les sciences de la vie dans la pensée française du XVIIIe siècle
- 1963 M. Henri-Paul EYDOUX – La France antique
- 1963 M. Robert LACOUR-GAYET – Calonne
- 1962 M. Henri AMOUROUX – La vie des Français sous l'occupation
- 1962 M. Pierre GROSCLAUDE – Malesherbes, témoin de son temps
- 1961 M. François BLUCHE – Les magistrats du Parlement de Paris au XVIIIe siècle
- 1961 M. Jean-Jacques HATT – Histoire de la Gaule romaine
- 1960 M. Roger DION – Histoire de la vigne et du vin en France, des origines au XIXe siècle
- 1960 M. Albert OLLIVIER – Le 18 brumaire
- 1959 M. AUPHAN – La Marine française pendant la seconde guerre mondiale
- 1959 M. J.-F. GRAVIER – Paris et le désert français
- 1959 Jacques MORDAL – La Marine française pendant la seconde guerre mondiale
- 1958 M. Louis BORNE – L'Instruction populaire en Franche-Comté avant 1792
- 1958 Mme Bernardine MELCHIOR-BONNET – Napoléon et le Pape
- 1957 M. André FUGIER – Napoléon et l'Italie. La Révolution française et l'Empire napoléonien
- 1957 M. ROUSSELET – Histoire de la magistrature française
- 1956 M. Guillaume de BERTIER de SAUVIGNY – La Restauration
- 1956 M. François PIÉTRI – (Toàn bộ tác phẩm)
- 1955 M. Henri FRÉVILLE – L'Intendance de Bretagne (1689-1790)
- 1955 M. Armand SAUZET – Desaix le Sultan juste
- 1954 Mme Paule-Henry BORDEAUX – Louise de Savoie Régente et "Roi" de France
- 1954 M. Jacques-Sylvestre de SACY – Le comte d'Angiviller
- 1953 M. Jacques HÉRISSAY – La vie religieuse à Paris sous la Terreur
- 1953 M. Georges RIGAULT – Histoire générale de l'Institut des Frères des Écoles chrétiennes
- 1952 M. Jean DUHAMEL – Louis-Philippe et la première entente cordiale
- 1952 M. Pierre RAIN – (Toàn bộ tác phẩm)
- 1951 M. Georges BONNET – Ferdinand de Lesseps
- 1951 M. Pierre SAINT-MARC – Émile Ollivier
- 1950 Mgr Charles AIMOND – Histoire religieuse de la Révolution dans le département de la Meuse et du diocèse de Verdun (1789-1802)
- 1950 M. P. BESSAND-MASSENET – Les deux France 1799-1804
- 1949 M. de LA TOUSCHE – Monsieur Henri. Henri de la Rochejaquelain
- 1949 Mme Marie-Madeleine MARTIN – Histoire de l'Unité française
- 1948 M. Henri CARRÉ Le grand Carnot
- 1948 duc Antoine de LÉVIS MIREPOIX – La France de la Renaissance
- 1947 Vice amiral JOUBERT – La Marine française
- 1947 M. André LATREILLE – L'Église catholique et la Révolution française
- 1946 Pierre GAXOTTE – La France de Louis XIV
- 1946 M. Pierre RAIN – L'Europe de Versailles
- 1945 M. Paul BASTID – Doctrines et institutions politiques de la seconde République
- 1945 M. C.-E. LABROUSSE – La crise de l'économie française à la fin de l'ancien Régime et au début de la Révolution
- 1944 M. Émile DARD – Le comte de Narbonne
- 1944 M. Félix PONTEIL – La fin de Napoléon
- 1943 M. Louis ANDRÉ – Michel Le Tellier et Louvois
- 1943 M. Jean BOURDON – La Magistrature sous le Consulat et l'Empire
- 1942 M. Henri LE MARQUANT – Tourville
- 1942 M. Philippe SAGNAC – La Fin de l'Ancien Régime et la Révolution américaine
- 1941 M. Henri CHAMARD – Histoire de la Pléiade
- 1941 M. TOURNEUR-AUMONT – La bataille de Poitiers
- 1940 M. Paul FILLEUL – Le duc de Montmorency-Luxembourg
- 1940 M. Jean THIRY – La Chute de Napoléon
- 1939 chanoine Jean LEFLON – Étienne Alexandre Bernier, évêque d'Orléans
- 1939 M. Georges SANGNIER – La Terreur dans le district de Saint-Pol
- 1938 M. J. BRUGERETTE – Le prêtre français et la société contemporaine
- 1938 M. Marc-André FABRE – Les drames de la Commune
- 1937 général Paul AZAN – L'armée d'Afrique de 1830 à 1852
- 1937 M. Paul MARRÈS – Les Grands-Causses
- 1936 M. Ernest DURTEILLE de SAINT-SAUVEUR – Histoire de Bretagne des origines à nos jours
- 1936 M. André LASSERAY – Les Français sous les treize étoiles
- 1935 M. René GROUSSET – Histoire des croisades et du royaume franc de Jérusalem
- 1935 M. Charles POUTHAS – Une famille de bourgeoisie française de Louis XIV à Napoléon
- 1934 M. Louis RÉAU – Histoire de l'expansion de l'art français moderne
- 1934 M. W. SERIEYX – Le général Fabvier
- 1933 M. Jean-Marie CARRÉ – Voyageurs et écrivains français en Égypte
- 1933 M. Pierre COSTE – Le grand saint du grand siècle, M. Vincent
- 1933 M. René LA BRUYÈRE – Henri IV, Charlotte de la Trémoille et son page
- 1933 M. Jean THIRY – Le Sénat de Napoléon. Rôle du Sénat de Napoléon dans l'organisation militaire de la France impériale
- 1932 M. Augustin BERNARD – L'Algérie
- 1932 duc Antoine de LÉVIS MIREPOIX – François 1er
- 1931 M. Émile GABORY – L'Angleterre et la Vendée
- 1931 marquis MARIE de ROUX – La Restauration
- 1930 M. H. LECLERCQ – Les journées d'octobre et la fin de l'année 1789. Vers la Fédération. La Fédération
- 1930 M. Paul LÉVY – Histoire linguistique d'Alsace et de Lorraine
- 1929 M. Jean LONGNON – Les Français d'outre-mer au moyen âge
- 1929 M. René PINON – Histoire diplomatique de l'histoire de la nation française
- 1928 M. Émile de PERCEVAL – Le vicomte Lainé (1767-1835)
- 1928 M. Alfred MARTINEAU – Dupleix et l'Inde française
- 1927 M. Édouard DRIAULT – Napoléon et l'Europe. La chute de l'Empire (1812-1815)
- 1927 M. Georges HARDY – Le cardinal de Fleury et le mouvement janséniste
- 1927 abbé L.-E. MARCEL – Le cardinal de Givry, évêque de Langres
- 1926 M. Augustin COCHIN – Les sociétés de Pensée et la Révolution en Bretagne
- 1925 M. Émile LE GALLO – Les Cent jours
- 1925 M. Robert PARISOT – Histoire de Lorraine
- 1924 M. Gabriel ESQUER – Les commencements d'un empire. La prise d'Alger
- 1924 M. Émile LAUVRIÈRE – Tragédie d'un peuple, histoire du peuple acadien
- 1923 M. Frantz FUNCK-BRENTANO – L'histoire de France racontée à tous: le moyen âge
- 1923 Louis GILLET – Histoire de la nation française, tome XI: Histoire des Arts
- 1922 duc Auguste-Armand de LA FORCE – Le grand Conti
- 1922 M. Rodolphe REUSS – Histoire de Strasbourg depuis ses origines jusqu'à nos jours
- 1921 M. BOULAY de LA MEURTHE – Histoire de la négociation au Concordat de 1801
- 1921 M. Eugène LAVAQUERY – Le cardinal de Boisgelin (1732-1804)
- 1920 M. Charles de LA RONCIÈRE – Histoire de la marine française
- 1920 M. Jean MARIÉJOL – Catherine de Médicis (1519-1589)
- 1919 M. Louis BATTIFOL – Les anciennes républiques alsaciennes
- 1919 M. Marcel MARION – Histoire financière de la France depuis 1715
- 1918 M. Édouard DRIAULT – Napoléon et l'Europe
- 1918 M. Pierre de NOLHAC - Histoire du château de Versailles
- 1917 M. Roger CHAUVIRÉ – Jean Bodin, auteur de la République
- 1917 M. Barthélémy POCQUET – Histoire de la Bretagne
- 1916 M. E.-Ch. BABUT
- 1916 M. Marcel-Louis HENNEQUIN
- 1915 M. Marcel-Louis HENNEQUIN
- 1915 M. VIDAL de LA BLACHE
- 1914 M. Pierre CHAMPION – François Villon, sa vie et son temps
- 1914 duc Auguste-Armand de LA FORCE – Lauzun, un courtisan du Grand Roi
- 1913 M. de NOAILLES – Épisodes de la guerre de Trente ans. Bernard de Saxe-Weimar (1604-1639). Le cardinal de La Valette (1635-1639). Le maréchal de Guébriant (1602-1643)
- 1913 abbé Augustin SICARD – Le Clergé de France pendant la Révolution. L'Effondrement. Les évêques pendant la Révolution. De l'exil au Concordat
- 1912 M. Pierre CHAMPION – Vie de Charles d'Orléans (1394-1465)
- 1912 M. Louis MADELIN – La Révolution
- 1911 abbé Louis BATIFFOL – Le roi Louis XIII à vingt ans
- 1911 M. Joseph BÉDIER Les légendes épiques. Recherches sur la formation
- 1910 M. W. DAHLGREN – Les relations commerciales et maritimes entre la France et les côtes de l'Océan Pacifique
- 1910 M. Christian PFISTER – Histoire de Nancy
- 1909 M. J. NOUAILLAC – Villeroy, secrétaire d'État et ministre de Charles IX, Henri III et Henri IV (1543-1610)
- 1909 M. Fortunat STROWSKI – Histoire du sentiment religieux en France au XVIIe siècle. Pascal et son temps
- 1908 M. Paul COURTEAULT – Blaise de Monluc, historien
- 1908 M. Camille JULLIAN – Histoire de la Gaule
- 1907 M. L. de LANZAC de LABORIE – Paris sous Napoléon
- 1907 capitaine DUPUIS – La campagne de 1793 à l'armée du Nord et des Ardennes
- 1906 général H. BONNAL – L'esprit de la guerre moderne
- 1906 M. Louis MADELIN – La Rome de Napoléon
- 1905 M. Ernest DAUDET – Histoire de l'émigration pendant la Révolution française
- 1905 M. André LEBEY – Le connétable de Bourbon
- 1904 marquis Pierre de SÉGUR – Le tapissier de Notre-Dame: les dernières années du maréchal de Luxembourg, 1678-1695
- 1904 M. L. THOUVENEL – Pages du second Empire
- 1903 M. Pierre de VAISSIÈRE – Gentilshommes campagnards de l'ancienne France
- 1903 M. Pierre de NOLHAC – La Création de Versailles
- 1902 M. P. CULTRU –Dupleix, ses plans politiques, sa disgrâce
- 1902 M. Camille JULLIAN – Vercingétorix
- 1901 cardinal Alfred BAUDRILLART – Philippe V et la cour de France
- 1901 M. LEGRELLE – La diplomatie française et la succession d'Espagne
- 1900 M. Pierre de LA GORCE – Histoire du Second Empire
- 1900 M. Pierre LEHAUTCOURT – Les campagnes de 1870
- 1899 cardinal Alfred BAUDRILLART – Philippe V et la Cour de France
- 1899 M. Pierre LEHAUTCOURT – La défense nationale (1870-71)
- 1898 M. Charles de RIBBE – La société provençale à la fin du moyen âge
- 1898 M. Henri WELSCHINGER – Le roi de Rome (1811-32) et l'ensemble de ses ouvrages
- 1897 M. Charles de LACOMBE – La vie de Berryer
- 1897 M. Charles KOHLER – Les Suisses dans les guerres d'Italie (1506-1512)
- 1896 M. Ernest DAUDET – La police et les Chouans sous le Consulat et l'Empire (1800-1815)
- 1896 M. Gabriel HANOTAUX – Histoire du cardinal Richelieu
- 1895 comte Hector de LA FERRIÈRE – Les deux Cours de France et d'Angleterre: deux drames d'amour (Anne Boleyn, Élisabeth). La correspondance de Catherine de Médicis
- 1895 M. Gustave FAGNIEZ – Le Père Joseph et Richelieu (1577-1638)
- 1894 M. Albert VANDAL – Napoléon et Alexandre 1er
- 1894 M. L. WIESENER – Le régent, l'abbé Dubois et les Anglais, d'après les sources britanniques
- 1893 M. Marcel MARION – Machault d'Arnouville et le contrôleur général des finances (1749-1754)
- 1893 M. Albert VANDAL – Napoléon et Alexandre 1er
- 1892 comte Hector de LA FERRIÈRE – Marguerite d'Angoulême. Lettres de Catherine de Médicis
- 1892 M. Charles de LOMÉNIE – Les Mirabeau
- 1891 cardinal Alfred BAUDRILLART – Philippe V et la cour de France
- 1891 M. Arthur CHUQUET – Les guerres de la Révolution. Jemmapes. La trahison de Dumouriez
- 1890 M. de BROC – La France sous l'ancien régime
- 1890 M. DONIOL – Histoire de la participation de la France à l'établissement des États-Unis d'Amérique
- 1889 M. Edmond BIRÉ – Paris en 1793
- 1889 vicomte G. d'AVENEL – Richelieu et la monarchie absolue
- 1888 M. François DELABORDE – Étude historique sur l'expédition de Charles VIII en Italie
- 1888 M. Albert SOREL – L'Europe et la Révolution française
- 1887 M. Arthur CHUQUET – La première invasion prussienne (11 août-2 septembre 1792). Valmy. La retraite de Brunswick
- 1886 M. Francis DECRUE – Anne de Montmorency
- 1886 M. Paul THUREAU-DANGIN – Histoire de la monarchie de juillet
- 1885 M. H. PIGEONNEAU – Histoire du commerce de la France
- 1885 M. Paul THUREAU-DANGIN – Histoire de la monarchie de juillet
- 1884 M. René de MAULDE LA CLAVIÈRE – Histoire de Jeanne de France, duchesse d'Orléans et de Berry
- 1884 M. Léon GAUTIER – La Chevalerie
- 1883 M. Adolphe CHÉRUEL – Histoire de France sous le ministère Mazarin (1651-1661)
- 1883 M. Ludovic SCIOUT – Histoire de la constitution civile du clergé (1790-1801)
- 1882 M. Adolphe CHÉRUEL – Histoire de France pendant la minorité de Louis XIV et Histoire de France sous le ministère de Mazarin
- 1882 M. Berthold ZELLER – Richelieu et les ministres de Louis XIII (1621-1624). Le connétable de Luynes, Montauban et la Valteline
- 1881 M. Adolphe CHÉRUEL – Histoire de France pendant la minorité de Louis XIV
- 1881 M. Berthold ZELLER – Richelieu et les ministres de Louis XIII (1621-1624). Le connétable de Luynes, Montauban et la Valteline
- 1880 M. Adolphe CHÉRUEL – Histoire de France pendant la minorité de Louis XIV
- 1880 abbé D. MATHIEU – L'ancien régime dans la province de Lorraine et Barrois (1696-1789)
- 1879 M. R. CHANTELAUZE – Le cardinal de Retz et ses missions diplomatiques à Rome
- 1879 abbé D. MATHIEU – L'ancien régime dans la province de Lorraine et Barrois (1696-1789)
- 1879 M. Léonce PINGAUD – Les Saulx-Tavannes. Correspondance des Saulx Tavannes au XVIe siècle
- 1878 M. R. CHANTELAUZE – Le cardinal de Retz et l'affaire du chapeau
- 1877 abbé Michel HOUSSAYE – Histoire du Cardinal de Bérulle
- 1877 M. Alphonse VÉTAULT – Charlemagne
- 1876 M. Casimir GAILLARDIN – Histoire du règne de Louis XIV
- 1876 abbé Michel HOUSSAYE – Histoire du Cardinal de Bérulle
- 1875 M. de LESCURE – Henri IV
- 1875 M. Casimir GAILLARDIN – Histoire du règne de Louis XIV
- 1874 M. de LESCURE – Henri IV
- 1874 M. Georges PICOT – Histoire des États généraux
- 1873 M. Alfred NETTEMENT – Histoire de la Restauration
- 1873 M. PERRENS – L'Église et l'État en France sous Henri IV, et la régence de Marie de Médicis
- 1873 M. Georges PICOT – Histoire des États généraux
- 1872 M. Pierre CLÉMENT – Lettres, instructions et mémoires de Colbert
- 1872 M. Ernest MOURIN – Les Comtes de Paris. Histoire de l'avènement de la troisième race
- 1871 M. Pierre CLÉMENT – Lettres, instructions et mémoires de Colbert
- 1871 M. Ernest MOURIN – Les Comtes de Paris. Histoire de l'avènement de la troisième race
- 1870 M. Louis MORTIMER-TERNAUX – Histoire de la Terreur
- 1870 M. Alfred NETTEMENT – Histoire de la conquête d'Algérie
- 1869 M. Camille DARESTE – Histoire de France depuis les origines jusqu'au règne de Louis XV
- 1869 M. Alfred NETTEMENT – Histoire de la conquête d'Alger
- 1868 M. Camille DARESTE – Histoire de France
- 1868 M. J.A. Félix FAURE – Histoire de saint Louis
- 1867 M. J.A. Félix FAURE – Histoire de saint Louis
- 1867 M. Charles de VIEL-CASTEL – Histoire de la Restauration
- 1866 M. Théophile-Sébastien LAVALLÉE – Les frontières de France
- 1866 M. Charles de VIEL-CASTEL – Histoire de la Restauration
- 1865 M. Théophile-Sébastien LAVALLÉE – Les frontières de France
- 1865 M. Auguste TROGNON – Histoire de France
- 1864 M. Charles CABOCHE – Les mémoires et l'Histoire de France
- 1864 Camille ROUSSET – Histoire de Louvois
- 1863 M. Charles CABOCHE – Les mémoires et l'Histoire de France
- 1863 Camille ROUSSET – Histoire de Louvois
- 1862 M. Jules CAILLET – L'administration sous Richelieu
- 1862 Camille ROUSSET – Histoire de Louvois
- 1861 M. Jean-Marie DARGAUD – Histoire de la liberté religieuse
- 1861 M. Nicolas-Eugène GERUZEZ – Histoire de la littérature française
- 1861 M. Charles MERCIER de LACOMBE – Henri IV et sa politique
- 1860 M. Ernest MORET – Quinze ans du règne de Louis XIV
- 1860 M. Henri WALLON – Jeanne d'Arc
- 1859 M. Adolphe CHÉRUEL – L'administration monarchique en France
- 1859 M. Théophile-Sébastien LAVALLÉE – Histoire des Français
- 1859 Henri MARTIN – Histoire de France
- 1858 M. Adolphe CHÉRUEL – L'administration monarchique en France
- 1858 M. Théophile-Sébastien LAVALLÉE – Histoire des Français
- 1858 M. Auguste POIRSON – Histoire de Henri IV
- 1857 M. Adolphe CHÉRUEL – L'administration monarchique en France
- 1857 M. Théophile-Sébastien LAVALLÉE – Histoire des Français
- 1857 M. Auguste POIRSON – Histoire de Henri IV
- 1856 M. Adolphe CHÉRUEL – L'administration monarchique en France
- 1856 M. Théophile-Sébastien LAVALLÉE – Histoire des Français
- 1856 Henri MARTIN – Histoire de France
- 1855 M. AUGUSTIN-THIERRY – Considérations sur l'histoire de France
- 1855 Henri MARTIN – Histoire de France
- 1854 M. AUGUSTIN-THIERRY - Considérations sur l'histoire de France
- 1854 Henri MARTIN – Histoire de France
- 1853 M. AUGUSTIN-THIERRY – Considérations sur l'histoire de France
- 1853 Henri MARTIN – Histoire de France
- 1852 M. AUGUSTIN-THIERRY – Considérations sur l'histoire de France
- 1852 Henri MARTIN – Histoire de France
- 1851 M. AUGUSTIN-THIERRY – Considérations sur l'histoire de France
- 1851 Henri MARTIN – Histoire de France
- 1850 M. AUGUSTIN-THIERRY – Considérations sur l'histoire de France
- 1850 M. Anaïs BAZIN – Histoire de France sous Louis XIII
- 1849 M. AUGUSTIN-THIERRY – Considérations sur l'histoire de France
- 1849 M. Anaïs BAZIN – Histoire de France sous Louis XIII
- 1848 M. AUGUSTIN-THIERRY – Considérations sur l'histoire de France
- 1848 M. Anaïs BAZIN – Histoire de France sous Louis XIII
- 1847 M. AUGUSTIN-THIERRY – Considérations sur l'histoire de France
- 1847 M. Anaïs BAZIN – Histoire de France sous Louis XIII
- 1846 M. AUGUSTIN-THIERRY – Considérations sur l'histoire de France
- 1846 M. Anaïs BAZIN – Histoire de France sous Louis XIII
- 1845 M. AUGUSTIN-THIERRY – Considérations sur l'histoire de France
- 1845 M. Anaïs BAZIN – Histoire de France sous Louis XIII
- 1844 M. AUGUSTIN-THIERRY – Considérations sur l'histoire de France
- 1843 M. AUGUSTIN-THIERRY – Considérations sur l'histoire de France
- 1843 M. Anaïs BAZIN – Histoire de France sous Louis XIII
- 1842 M. AUGUSTIN-THIERRY – Considérations sur l'histoire de France
- 1842 M. Anaïs BAZIN - Histoire de France sous Louis XIII
- 1841 M. AUGUSTIN-THIERRY - Considérations sur l'histoire de France
- 1841 M. Anaïs BAZIN – Histoire de France sous Louis XIII
- 1840 M. AUGUSTIN-THIERRY – Considérations sur l'histoire de France[1]
- 1840 M. Anaïs BAZIN – Histoire de France sous Louis XIII